# ويليام مكدونالد
ويليام مكدونالد (بالإنجليزية: William McDonald)‏ هو سياسي كندي، ولد في 7 أكتوبر 1837 في كندا، وتوفي في 4 يوليو 1916. حزبياً، نشط في حزب كندا المحافظ. وقد انتخب عضو مجلس الشيوخ الكندي وانتخب عضو مجلس العموم الكندي.